# Крилов Никифор Степанович
Никифор Степанович Крилов (1802, Калязін — 1831, Санкт-Петербург) — російський художник.

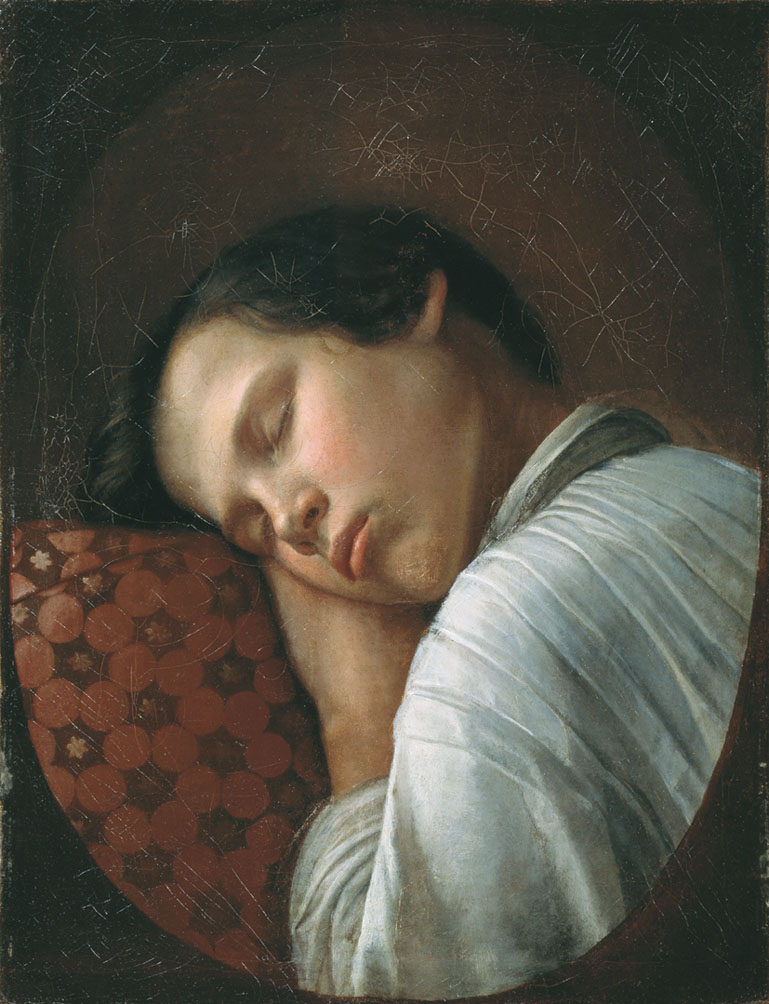
Никифор Крилов. Сплячий хлопчик (1824)

Працював в артілі мандрівних іконописців. У 1824 р. був помічений Олексієм Венеціановим, який запросив його вчитися до Петербурга. Під керівництвом Венеціанова Крилов працював близько шести років. За словами Венеціанова, «він зупинився на портретному живописі й був у ній відмінником».
Помер від холери.